# 美国外交部长
美国外交部长（英語：United States Secretary of Foreign Affairs）是美国内阁的一个部门，它始建于1781年1月10日，终止于1789年9月15日，之后美国外交事务由美国国务卿主管，國務卿負責執行美國總統的外交政策。

## 沿革
《邦联条例》允许联邦国会选择“可根据需要选拔对美国外交事务的委员会和人员。”1780年1月10日，联邦国会成立了外交部门。1781年8月10日，美国国会选择一个来自纽约州的国会代表羅伯特·李維頓作为首任外交部长，1781年10月20日，他正式宣布就职，他的任期一直到1783年6月4日。他的继任者约翰·杰伊的任期一直到1789年3月4日。
| 届次 | 肖像 | 名字          | 籍贯   | 上任           | 离任         |
| ---- | ---- | ------------- | ------ | -------------- | ------------ |
| 1    |      | 羅伯特·李維頓 | 纽约州 | 1781年10月20日 | 1783年6月4日 |
| 2    |      | 约翰·杰伊     | 纽约州 | 1784年5月7日   | 1789年3月4日 |

1789年7月27日，乔治·华盛顿签署法律条文恢复了外交部门。约翰·杰伊保留职位作为过渡手段，一直等到托马斯·杰斐逊自法国归来。然而，1789年9月15日，在杰斐逊归来之后，华盛顿签署另一法案签署使得“外交部长”转为“国务卿”。
| 届次 | 肖像          | 名字      | 籍贯   | 上任          | 离任          |
| ---- | ------------- | --------- | ------ | ------------- | ------------- |
| –    |               | 約翰·杰伊 | 纽约州 | 1789年7月27日 | 1789年9月15日 |
| –    | 1789年9月15日 | 約翰·杰伊 | 纽约州 | 1790年3月22日 |               |

1790年3月22日，托马斯·杰斐逊担任美国第一任国务卿。